# Leidrad von Lyon

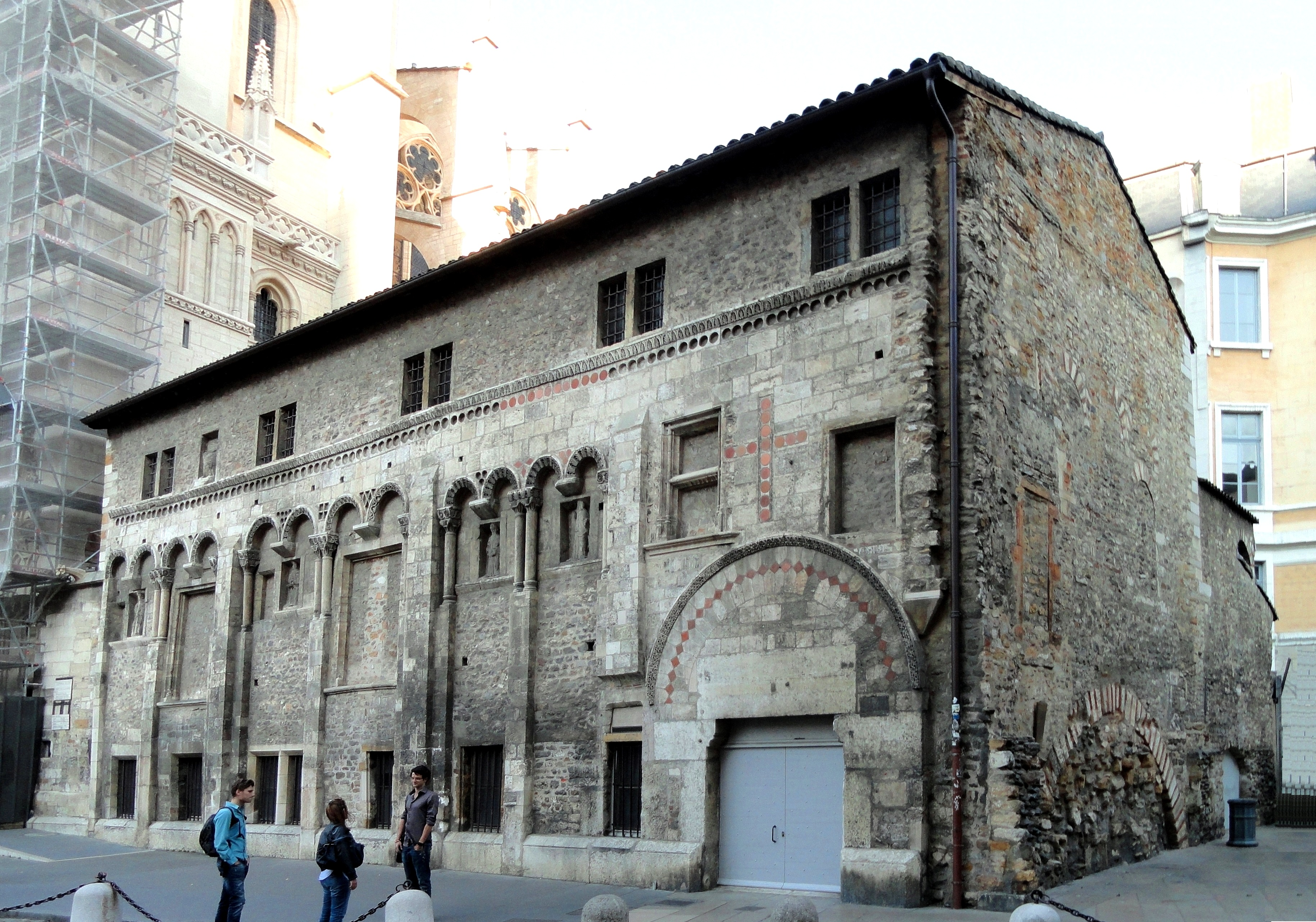
Manécanterie von Leidrad an der Kathedrale Saint-Jean in Lyon

Leidrad von Lyon (auch Leidrat, latinisiert Leidradus oder Laidradus; * um 745 in Franken; † 28. Dezember 821 oder bald danach) war von 799 bis 813 oder bald danach Bischof von Lyon.
Leidrad stammte aus Baiern, erhielt seine Ausbildung in Freising und war unter Aribo von Freising Diakon im Bistum Freising. Nach 782 schrieb er eine Urkunde für Herzog Tassilo. Er kam an den Hof von Karl dem Großen, der ihn zum Bischof von Lyon machte und als Boten 797 bis 799 nach Narbonne, Arles und Marseille in Septimanien und nach Spanien schickte. 799 trat er sein Bischofsamt in Lyon an. In Lyon gründete er Schulen und eine Bibliothek. Im Alter zog er sich (um 814) in das Kloster Saint-Médard in Soissons zurück. Sein Nachfolger wurde sein Schüler Agobard, den er 813 zum Koadjutor machte. Nach einem Brief von Théodemir an Claudius von Turin aus der Zeit um 821 lebte er damals noch.
Seine Werke wurden von Ernst Dümmler in der Patrologia Latina 99 herausgegeben.
Sein von ihm um 810 errichteter Anbau (Manécanterie) an die Kathedrale Saint-Jean in Lyon existiert noch.